# Lisa Gerß
Lisa Gerß (* 24. Juni 1993 in Bad Pyrmont) ist eine deutsche Triathletin.
Sie wird geführt in der Bestenliste deutscher Triathletinnen auf der Ironman-Distanz.

## Werdegang
Lisa Gerß war bis zu ihrem 18. Lebensjahr im Ruderleistungssport aktiv. Im September 2020 wurde sie auf der Mitteldistanz Dritte im Austria-Triathlon im österreichischen Podersdorf.
Seit 2021 startet Gerß als Triathlon-Profi. Im August gewann sie den Frankfurt-City-Triathlon auf der Mitteldistanz.
2024 musste Lisa Gerß aufgrund eines Oberschenkelbruchs pausieren. Im Juni 2025 wurde die 31-Jährige Vierte im Ironman Les Sables d’Olonne-Vendée und im August Fünfte im Ironman Kalmar.
Sie wird trainiert von Laura Sophie Usinger. Die Ernährungswissenschaftlerin lebt im Weserbergland.

## Sportliche Erfolge
| Datum/Jahr | Platz | Wettbewerb | Austragungsort | Zeit | Bemerkung |
| ---------- | ----- | ---------- | -------------- | ---- | --------- |

| Datum/Jahr    | Platz | Wettbewerb                         | Austragungsort      | Zeit     | Bemerkung |
| ------------- | ----- | ---------------------------------- | ------------------- | -------- | --- |
| 16. Aug. 2025 | 5     | Ironman Kalmar                     | Kalmar              | 08:58:04 | |
| 3. Aug. 2025  | 2     | Frankfurt-City-Triathlon           | Frankfurt am Main   |          | mit dem schnellsten Laufsplit des gesamten Damenfeldes auf der Mitteldistanz (2 km Schwimmen, 80 km Radfahren und 20 km Laufen) hinter Merle Brunnée |
| 22. Juni 2025 | 4     | Ironman Les Sables d’Olonne-Vendée | Les Sables-d’Olonne | 08:52:48 | persönliche Bestzeit auf der Ironman-Distanz |
| 25. Mai 2025  | 8     | Ironman 70.3 Kraichgau             | Kraichgau           |          | hinter Laura Phillip |
| 2. Juli 2023  | 3     | Ironman 70.3 Les Sables d’Olonne   | Les Sables-d’Olonne |          | hinter der Französin Charlène Clavel |
| 11. Sep. 2021 | 1     | Challenge Herning                  | Herning             | 04:18:58 | |
| 3. Aug. 2021  | 1     | Frankfurt-City-Triathlon           | Frankfurt am Main   |          | Mitteldistanz |
| 5. Sep. 2020  | 3     | Austria Triathlon                  | Podersdorf          | 04:19:26 | auf der Mitteldistanz |
| 9. Sep. 2018  | 6     | Ironman 70.3 Rügen                 | Binz                | 04:44:41 | |
| 29. Juli 2018 | 13    | Ironman Hamburg                    | Hamburg             | 09:14:03 | Austragung ohne die Schwimmdistanz als Duathlon; Dritte der Altersklasse F25-29                                                                      |